# Tambora (langue)
Le tambora est une langue papoue éteinte, faisant partie de la branche des langues papoues occidentales, autrefois parlée dans la péninsule de Sanggar située au centre-nord de l'île de Sumbawa dans ce qui est aujourd'hui l'Indonésie. Ella a disparu à la suite de l'éruption dévastatrice du volcan Tambora en 1815 qui a tué plus de  90 000 personnes dans la région, dont la totalité des locuteurs du tambora. 
C'est la plus occidentale des langues papoues connues. Elle est originale au sein de cette famille linguistique (dont les langues sont principalement parlées sur l'île montagneuses de Nouvelle-Guinée) pour être pratiquée par une civilisation commerçante et maritime, bien que d'autres exemples contemporains de cultures papoues commerçantes sont connues dans les îles de Halmahera, Ternate et Tidore.

## Lexique

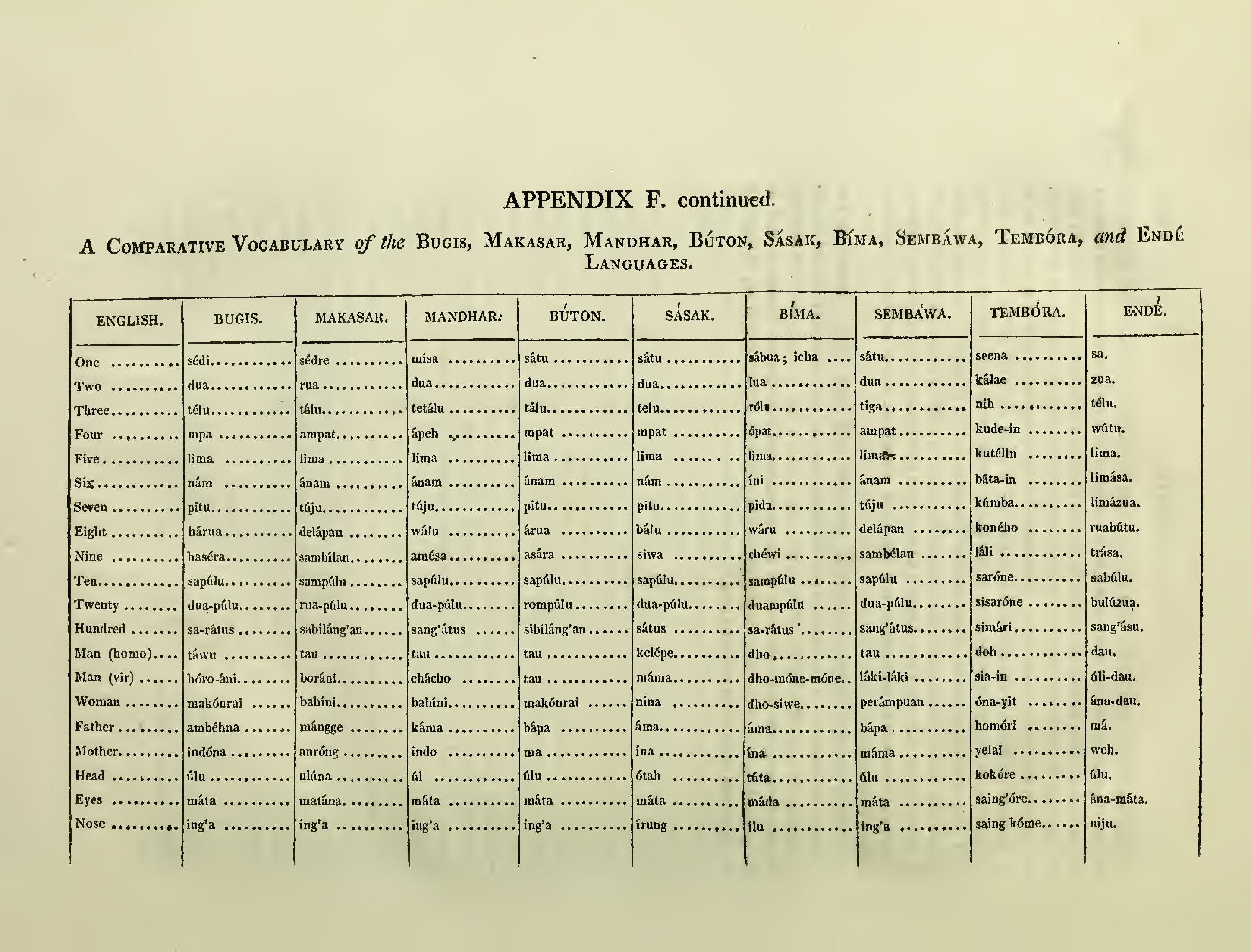
Tableau comparatif comprenant des mots tambora, dans The History of Java, Raffles, 1817.

Une liste de mots tambora a été collectée avant l'éruption du volcan en 1815 et publiée par Stamford Raffles en 1817 et 1830. Il apparaît clairement que la langue n'est pas austronésienne ; seulement quelques termes austronésiens, qui sont des emprunts, apparaissent.
Dans le tableau ci-dessous, il est présumé que ‹ ng' › transcrit [ ŋ ] et ‹ dj › [ dʒ ] . Le trait d'union représente possiblement un coup de glotte [ ʔ ] . Deux mots, búlu et mákan, sont clairement des emprunts au malais. Zollinger (1850) a identifié plusieurs emprunts potentiels à d'autres langues austronésiennes. La culture de Tambora était une puissance commerciale régionale, il paraît donc logique de trouver un certain nombre d'emprunts. Quant à taintu, sa similitude avec un terme des langues papoues Timor-Alor-Pantar, ne plaide pas en faveur d'un emprunt mais serait vraisemblablement génétique. 
Malgré ces éléments, le linguiste Harald Hammarström considère le tambora comme un isolat linguistique.
| tambora                     | signification | tambora                            | signification |
| --------------------------- | ------------- | ---------------------------------- | ------------- |
| seena (AN?)                 | un            | maimpo                             | pied          |
| kálae (balinais: dua/kalih) | deux          | kiro                               | sang          |
| nih                         | trois         | kóngkong                           | jour          |
| kude-in                     | quatre        | tádung                             | nuit          |
| kutélin                     | cinq          | kidjum                             | sommeil       |
| báta-in                     | six           | sílam (balinais et javanais: Seda) | mort          |
| kúmba                       | sept          | si-yang (Z: malais?)               | blanc         |
| koného                      | huit          | naido (negro?)                     | noir          |
| láli                        | neuf          | sámar                              | bon           |
| saróne                      | dix           | gonóre                             | mal           |
| sisaróne                    | vingt         | maingaing                          | feu           |
| simári                      | cent          | naino (Z: madurais)                | eau           |
| doh (bima)                  | personne      | gónong (Z: malais?)                | terre         |
| sia-in (Z: Sanggar)         | homme         | ilah                               | pierre        |
| óna-yit                     | femme         | kíwu                               | cochon        |
| homóri                      | père          | kilaíngkong                        | oiseau        |
| yelai                       | mère          | andik (Z: javanais)                | œuf           |
| kokóre                      | tête          | karáyi                             | poisson       |
| saingóre                    | oeil          | ingkong                            | Soleil        |
| saing kóme                  | nez           | mangong                            | Lune          |
| búlu (malais: 'bulu')       | cheveux       | kingkong                           | étoile        |
| sóntong                     | dents         | mákan (malais: 'makan')            | manger        |
| sumóre                      | ventre        | hok-hok (malais:duduk)             | sasseoir      |
| taintu (Timor?)             | main          | moríhoh (Sanskrit?)                | Dieu          |

## Analyse
Donohue fait remarquer que des listes de mots de cette taille provenant d'autres langues indonésiennes avec des inventaires de consonnes relativement petits réussissent généralement à enregistrer toutes les consonnes, donc on pourrait s'attendre à la même chose ici, à l'exception des consonnes qui ne pouvaient pas être transcrites avec les conventions orthographiques du malais comme les injectives. P n'apparaît qu'après m, et peut être un réflexe de h, comme dans d'autres langues de la région. Dans l'ensemble, le profil phonémique est cohérent avec celui de nombreuses langues de l'est de l'Indonésie : c'est-à-dire les familles linguistiques situées à l'est du Tambora, mais pas à l'ouest.
Hok-hok (« s'asseoir ») suggère un redoublement, fréquent dans les langues de la région, alors que le seul autre verbe connu, makan, est un emprunt évident au malais.

Aire de répartition des langues papoues. Le tambora correspond à la zone rouge la plus à l'ouest.

Saing'óre (« œil »), saing kóme (« nez »), sóntong (« dents »), sumóre (« ventre ») commencent tous de la même manière, suggérant un préfixe, éventuellement un préfixe possessif, avec un -ng' nasal qui s'assimile à une consonne suivante, et avec sumóre probablement issu de *more ou *pore.
Le mot moríhoh (« Dieu ») reflète un terme courant dans la région, d'origine incertaine mais peut-être sanskrite. En tambora, cependant, il ressemble également à homóri (« père »), ce qui suggère qu'aucun des deux mots ne peut être considéré comme natif.
Donohue remarque un terme, taintu (« main »), qui est vraisemblablement lié à d'autres langues papoues, celles de la famille timor-alor-pantar plus à l'est : taŋ en abui, tana en oirata, et tan en kui. Cela laisse -tu comme suffixe possible. La forme similaire maimpo (« pied ») suggère que ceux-ci peuvent dériver de tayn et maym plus un suffixe -ho ou -hu qui s'assimile à la consonne précédente.
Un certain nombre de mots se terminent par -(k)ong et -ore, et les premiers sont sémantiquement similaires (ingkong pour « soleil », kóngkong pour « jour », mang'ong pour « lune », kingkong pour « étoile »), suggérant des suffixes possibles, sans écarter l'hypothèse d'une simple coïncidence.
Plusieurs nombres commencent par sV-, un schéma courant dans les langues austronésiennes où « un » est réduit à un préfixe. En effet, sawa (« un ») est un possible emprunt austronésien. Donohue suggère que sarone (« dix ») et sisarone (« vingt ») reflètent un système vigésimal antérieur, peut-être de sa- (« un »), doh (« personne ») et le suffixe -ne, une manière courante de compter « vingt » dans la région. « Vingt » pourrait alors avoir changé pour signifier « dix » sous l'influence des partenaires commerciaux décimaux.